# تيكومة شويكية
تيكومة شويكية (الاسم العلمي:Tecoma setulosa) هي نوع غير مؤكد من النباتات يتبع جنس التيكومة من الفصيلة البنيونية.